# Richmond (Illinois)
Richmond és una vila dels Estats Units a l'estat d'Illinois. Segons el cens del 2000 tenia 1.091 habitants.

## Demografia
Segons el cens del 2000, Richmond tenia 1.091 habitants, 415 habitatges, i 285 famílies. La densitat de població era de 309,7 habitants/km².
Dels 415 habitatges en un 35,2% hi vivien nens de menys de 18 anys, en un 56,4% hi vivien parelles casades, en un 8,9% dones solteres, i en un 31,3% no eren unitats familiars. En el 25,1% dels habitatges hi vivien persones soles el 9,4% de les quals corresponia a persones de 65 anys o més que vivien soles. El nombre mitjà de persones vivint en cada habitatge era de 2,63 i el nombre mitjà de persones que vivien en cada família era de 3,19.
Per edats la població es repartia de la següent manera: un 27,3% tenia menys de 18 anys, un 7,3% entre 18 i 24, un 29,9% entre 25 i 44, un 22,6% de 45 a 60 i un 12,8% 65 anys o més.
L'edat mediana era de 37 anys. Per cada 100 dones de 18 o més anys hi havia 96,3 homes.
La renda mediana per habitatge era de 52.361 $ i la renda mediana per família de 60.417 $. Els homes tenien una renda mediana de 41.136 $ mentre que les dones 27.344 $. La renda per capita de la població era de 22.332 $. Aproximadament el 2,6% de les famílies i el 6,5% de la població estaven per davall del llindar de pobresa.

## Poblacions properes
El següent diagrama mostra les poblacions més properes.